# 紅葉川孝市
紅葉川 孝市(もみじがわ こういち、1895年3月5日 - 1967年12月9日）は、埼玉県北埼玉郡（現在の鴻巣市）出身で友綱部屋に所属した大相撲力士。本名は岡戸 孝市（おかど こういち）。最高位は小結。身長171cm、体重90kg。引退後は年寄として後進の指導につとめた。

## 来歴
大相撲常設館落成の1909年6月場所に友綱部屋から初土俵を踏む。祖父の兄弟は杣ヶ花渕右エ門。
若い頃はなかなか出世せず、神経痛に苦しんだ時期にはフグで自殺を図り自ら捌いて食したが、死なないどころか逆に毒が薬になったのか神経痛が治り、それ以降地力を増して1914年5月新十両、1916年5月新入幕を果たし1920年1月と1921年5月は小結を務めた。
身長171cm、体重90kgという小兵ながら、立合いに相手に当たってからの鋭い出足と突き押しでの速攻は威力があった反面、組まれると脆かった。
1920年1月には横綱大錦と大関對馬洋を破っている。
横綱常ノ花（当時大関）に弱く入幕前の1回を含め10回の対戦があるが全敗だった。
1925年5月場所後引退、年寄松ヶ根を襲名し、一時期部屋を経営した。弟子のなかからは、甲斐錦勝が十両に昇進したが、そこで部屋を閉じ、弟子を二所ノ関部屋に譲った。甲斐錦はその後幕内に昇進した。年寄停年制の実施を前にした1959年に松ヶ根を羽嶋山に譲り廃業した。

## 主な成績
- 通算在位:33場所
- 関取成績:90勝107敗1預23休（23場所）
- 幕内成績:73勝97敗1預23休（19場所）

### 場所別成績
| 1909年 （明治42年） | x                    | （前相撲）              |
| 1910年 （明治43年） | （前相撲）           | 西序ノ口6枚目 –         |
| 1911年 （明治44年） | 東序二段66枚目 –     | 西序二段58枚目 –        |
| 1912年 （明治45年） | 東三段目62枚目 –     | 東三段目13枚目 優勝 5–0 |
| 1913年 （大正2年） | 東幕下31枚目 –       | 東幕下20枚目 –          |
| 1914年 （大正3年） | 東幕下10枚目 4–1     | 東十両9枚目 3–3         |
| 1915年 （大正4年） | 西十両8枚目 3–3      | 西十両9枚目 4–1         |
| 1916年 （大正5年） | 西十両3枚目 優勝 7–3 | 西前頭14枚目 7–3        |
| 1917年 （大正6年） | 東前頭9枚目 5–5      | 東前頭6枚目 3–6 1預     |
| 1918年 （大正7年） | 西前頭7枚目 4–5–1    | 西前頭5枚目 4–2–4       |
| 1919年 （大正8年） | 西前頭3枚目 3–7      | 西前頭5枚目 6–4         |
| 1920年 （大正9年） | 西小結 5–5           | 東前頭2枚目 2–8         |
| 1921年 （大正10年） | 東前頭7枚目 6–4      | 東小結 3–7              |
| 1922年 （大正11年） | 西前頭4枚目 5–5      | 東前頭7枚目 4–6         |
| 1923年 （大正12年） | 西前頭10枚目 6–4     | 東前頭5枚目 4–6–1       |
| 1924年 （大正13年） | 東前頭10枚目 3–3–4   | 西前頭9枚目 0–6–5       |
| 1925年 （大正14年） | 西前頭17枚目 3–8     | 東前頭17枚目 引退 0–3–8 |
| 各欄の数字は、「勝ち-負け-休場」を示す。 優勝 引退 休場 十両 幕下 三賞：敢=敢闘賞、殊=殊勲賞、技=技能賞 その他：★=金星 番付階級：幕内 - 十両 - 幕下 - 三段目 - 序二段 - 序ノ口 幕内序列：横綱 - 大関 - 関脇 - 小結 - 前頭（「#数字」は各位内の序列） |                      |                         |

- 幕下以下の地位は小島貞二コレクションの番付実物画像による。

## 各段優勝
- 十両優勝:1回
- 三段目優勝:1回

## 改名歴
- 紅葉川 孝市(もみじがわ こういち）1909年6月場所-1922年5月場所
- 紅葉川 孝一郎(もみじがわ こういちろう）1923年1月場所
- 紅葉川 規矩朗(もみじがわ きくお）1923年5月場所-1925年1月場所
- 紅葉川 規知朝(もみじがわ きくお）1925年5月場所